# Great Mazinger tai Getter Robot G: Kuchu Daigekitotsu
Gran Mazinger Getter Robot G tai: Kuchu Daigekitotsu (グレートマジンガー対ゲッターロボG空中大激 Gurēto Majinga tai Getta Robo JI Kūchū Daigekitotsu?, también romanizado como Gran Mazinger Getter Robot G tai: Daigekitotsu Kuuchuu y traducido como Gran Mazinger vs. Getter Robot G: Una fiera batalla en el aire (cielo)  es una película de animación producida por Toei Doga. Se trata de un cruce de animes entre los super robots de Go Nagai, Gran Mazinger y Getter Robot G. Se mostró originalmente en los cines junto con Uchu Enban Daisenso. Ambos se estrenó en 26 de julio de 1975 en Japón. 
Al igual que con el resto de Mazinger vs Toei las películas de animación, los hechos consignados en la película no se consideran canon a cualquiera de la serie de anime de televisión, pero se considera una secuela directa de la película anterior de Gran Mazinger tai Robot Getter. Como la mayoría de las películas de Mazinger, se ha exhibido en algunos países fuera de Japón, donde se difundían las series de televisión. Es conocido como "Il Grande Mazinga contro Getta Robot G en Italia, Gran Mazinger Contra Getter Robo G en España y مازنجر الكبير يقاتل جيتا روب en el Medio Oriente. 

## Personal
- Producción: Toei Doga, Dynamic Production.
- La obra original: Gō Nagai, Ken Ishikawa, Dynamic Production.
- Director: Masayuki Akihi
- Escenario: Keisuke Fujikawa
- Planificación: Ariga Ken, Kenji Yokoyama.
- Productor: Chiaki Imada
- Director de animación: Kazuo Komatsubara
- Asistente de dirección: Johei Matsura
- Música: Michiaki Watanabe, Shunsuke Kikuchi.
- Director de arte: Tomo Fukumoto
- Intérpretes: Akira Kamiya (Ryo Nagare), Junji Yamada (Hayato Jin), Keiichi Noda (Tetsuya Tsurugi), Toku Nishio (Musashi Tomoe), Jōji Yanami (Benkei Kuruma), Kazuko Sawada (Shiro Kabuto), Kosei Tomita (Dr. Saotome ), Rihoko Yoshida (Saotome Michiru), Yumi Nakatani (Jun Hono), Hidekatsu Shibata (Kenzo Kabuto).